# Orbiterprojektet

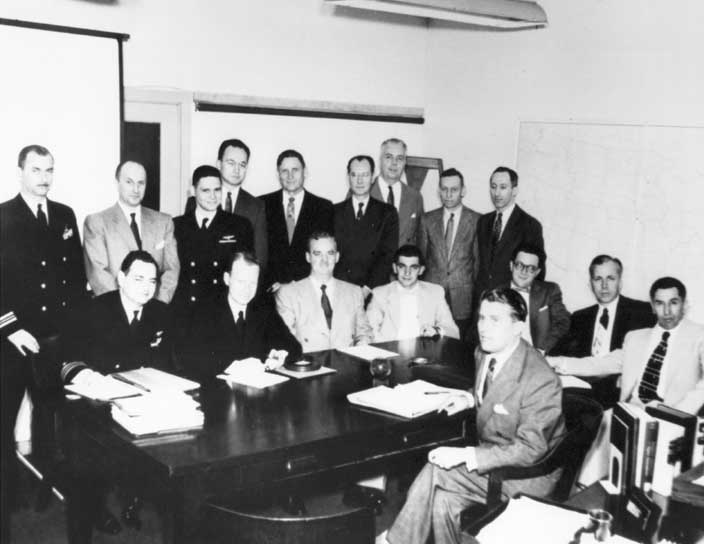
Kommitté för Orbiterprojektet 17 mars 1954.

Orbiterprojektet var en föreslagen rymdfarkost, en tidig medtävlare till Vanguardprojektet. 
Förslaget från Wernher von Braun var att placera en satellit i en bana 1954.